# سد کایراکوم
سد کایراکوم (به لاتین: Kayrakkum Dam) یک نیروگاه برقابی و سد در تاجیکستان است که در Kayrakkum Ghafurov District, Sughd Province واقع شده‌است.